# Thève
Die Thève ist ein Fluss in Frankreich, der in der Region Hauts-de-France und Île-de-France verläuft. Sie entspringt im nordwestlichen Gemeindegebiet von Dammartin-en-Goële, knapp an der Grenze zur Nachbargemeinde Othis, entwässert generell in nordwestlicher Richtung durch den Regionalen Naturpark Oise-Pays de France und mündet nach rund 34 Kilometern im Gemeindegebiet von Asnières als linker Nebenfluss in die Oise. Bei Lamorlaye teilt sie sich in zwei Arme, die Vieille Thève und die Nouvelle Thève.
Auf ihrem Weg tangiert die Thève die Départements Seine-et-Marne, Oise und Val-d’Oise.

## Orte am Fluss
(Reihenfolge in Fließrichtung)
- Beaumarchais, Gemeinde Othis
- Loisy, Gemeinde Ver-sur-Launette
- Montaby, Gemeinde Mortefontaine
- Thiers-sur-Thève
- Pontarmé
- Mongrésin, Gemeinde Orry-la-Ville
- Coye-la-Forêt
- Lamorlaye

## Sehenswürdigkeiten
- Parc Astérix, Freizeitpark am Fluss im Gemeindegebiet von Plailly
- Kloster Royaumont im Gemeindegebiet von Asnières-sur-Oise – Monument historique[4]